# Fred Taikon
Fred Taikon (uttal [freːd ˈtajkɔn]), född 1 maj 1945, är en svensk barnboksförfattare och bokförläggare. Han arbetar för romernas sak med tonvikt på språk och kultur.

## Biografi
Fred Taikon härstammar från kalderash-romer som bosatte sig i Sverige vid 1800-talets slut. Hans farfar Johan Dimitri Taikon var kopparsmed och en centralgestalt i den svensk-romska gemenskapen, känd bland annat för att han hjälpte andra romer i kontakter med myndigheter, bistod forskare att kartlägga den romska dialekten kelderáš och för sitt sagoberättande. Fred Taikons far Erik Voršo Taikon var kopparslagare, skrothandlare och tivoliägare, medan hans mor Paulina Belka, född Tan, kom som flykting från Ryssland till Sverige 1917. I äktenskapet med Erik Voršo Taikon födde hon nio barn, varav Fred Taikon var näst yngst. 
Större delen av sin barndom bodde Fred Taikon i det romska lägret vid Tanto i Stockholm tillsammans med den närmsta familjen och andra släktingar. Hur barnen hade det under denna tid – fritt och äventyrligt – har han skildrat i flera barnböcker. I tidiga tonåren fick han tillfälle att göra resor genom halva Europa tillsammans med zigenarmissionären Rigo Lajos (alias Otto Berglund). Lajos var väckelsepredikant inom Pingströrelsen. Genom dessa resor fick Fred Taikon erfarenhet av hur romer hade det i olika länder i Europa. 
Efter åtta års skolgång i Stockholm började Taikon arbeta som skrothandlare och fortsatte med det fram till 1977. Han har även haft en klädesfirma tillsammans med sin fru Maja-Lena. På 1990-talet bytte han bana och blev kulturförmedlare.

### Förlag och författarskap
Fred Taikon startade 1998 kulturföreningen och tidskriften É Romani Glinda (Den romska spegeln). Syftet var att bevaka diskrimineringsfrågor och att arbeta för romers integration i samhället samt att synliggöra romsk kultur. Romer i Sverige fick tidskriften gratis och den hade därför stor räckvidd. 2019 lades tidskriften ned, då stödet från Statens kulturråd minskade. Kulturföreningen är dock fortsatt verksam med evenemang som lyfter fram romska frågor och romsk kultur. Festivalen Fem Folk Festival i Stockholm är ett av de återkommande arrangemangen.
Sedan 2011 driver kulturföreningen även bokförlaget É Romani Glinda förlag (ERG). Avsikten är att främja produktionen av litteratur skriven av romer och med romer. Bland de översättningar till romska som utgetts på förlaget finns ett par av Sven Nordqvists böcker, exempelvis Blinéngi tórta - Pettson pannkakstårtan, samt flera böcker av Gunilla Lundgren. Förlaget är också utgivare av Fred Taikons egna böcker om sin barndom, Barnen på Tanto.
2016 var Taikon, tillsammans med Gunilla Lundgren och Arina Stoenescu, delaktig i att etablera ett bibliotek med barnlitteratur på romska i Bukarest (Biblioteca romă pentru copii).

### Aktivism och uppdrag som sakkunnig
Som sakkunnig om romers situation och romsk kultur har Taikon varit verksam inom skola och utbildning samt med olika integrationsprojekt. Under åren 2004–2009 var han ordförande för Romskt kulturcentrum i Gubbängen i Stockholm. Han har också haft uppdrag för forskare, myndigheter och politiska instanser. Ett exempel är hans samarbete med Diskrimineringsombudsmannen (DO) vad gäller att upptäcka och motverka diskriminering av romer i Sverige. Ett annat är hans insatser i referensgruppen för Kommissionen mot antiziganism, tillsatt av regeringen, vars arbete utmynnade i utredningen Kraftsamling mot antiziganism (SOU 2016:44).
Han arbetar även med historiska material för att minnet av romernas förflutna ska bevaras. Som exempel på det kan nämnas att han har anlitats när romska boplatser i Stockholms-området har kartlagts och att han har varit ledare för gruppresor till Auschwitz i Forum för levande historias regi för att bibringa svensk-romska ungdomar kunskap om morden på romer där.
När det 2013 avslöjades att det förekom ett register över romer hos polisen i Skåne var Taikon en av dem som stämde staten för olovlig etnisk registrering. Med hjälp av Civil Right Defenders vann han och andra målsägande fallet i såväl tingsrätten som hovrätten. Domen blev prejudicerande och samtliga som fanns med i registret fick två skadestånd på sammanlagt 35 000 kronor.
Taikon har fått flera priser och utmärkelser för sitt arbete mot diskriminering av romer. 2017 tilldelades han Katarina Taikonpriset, som detta år delades ut till tre pristagare. Priset är instiftat för att uppmärksamma framstående människorättsförsvarare i Stockholm. I motiveringen för Taikons del står det: ”Genom att ihärdigt och framgångsrikt drivit frågan om Skånepolisens register över romer har han givit många romer upprättelse." 2022 tilldelades han Raoul Wallenbergpriset. "Fred Taikon bär sin romska identitet med stolthet, och genom sitt engagemang banar han vägen för att även andra romer, unga som vuxna, ska göra detsamma", står det bland annat i motiveringen.

## Priser och utmärkelser
- 2022 Raoul Wallenbergpriset för arbetet för romers rättigheter. Ur motiveringen: Liksom Raoul Wallenberg har Taikon "använt mod, kreativitet och handlingskraft för att stå upp för en grupp som under lång tid varit utsatt för förtryck".[17]
- 2021 medaljen Illis quorum som instiftades 1785 av Gustaf III och utdelas av Sveriges regering, med motiveringen: för hans mångåriga arbete med att informera om frågor kopplade till Förintelsen, särskilt det romska folkmordet, och för sitt arbete med att uppmärksamma romsk kultur i Sverige.[18]
- 2017 Katarina Taikonpriset, instiftat och utdelat av Stockholms stad. Priset delades detta år mellan Fred Taikon, Maria-Teresa ”Tess” Asplund och rörelsen #Vistårinteut.[16]
- 2014 Minoritetsspråkspriset, utdelat av Institutet för språk och folkminnen. Ur motiveringen: Fred Taikon tilldelas priset "för sitt långvariga engagemang för att bevara, utveckla och sprida det romska språket".[19]
- 2013 Stockholms FN-förenings Diplom för försvar av mänskliga rättigheter, tilldelat É Romani Glinda[20]
- 2007 Artister mot nazister (stipendium)[21]